# Phreaking
Phreaking o pirateo telefónico es un término acuñado en la subcultura informática para denominar la actividad de aquellos individuos que orientan sus estudios y ocio hacia el aprendizaje y comprensión del funcionamiento de teléfonos de diversa índole, tecnologías de telecomunicaciones, funcionamiento de compañías telefónicas, sistemas que componen una red telefónica y por último; electrónica aplicada a sistemas telefónicos.
El phreaker o pirata telefónico es una persona que con amplios conocimientos de telefonía puede llegar a realizar actividades no autorizadas con los teléfonos, especialmente con los teléfonos inteligentes. Construyen equipos electrónicos artesanales que pueden interceptar y hasta ejecutar llamadas de móviles sin que el titular se percate de ello. En Internet se distribuyen planos con las instrucciones y nomenclaturas de los componentes para construir diversos modelos de estos aparatos.
Originalmente, este término se refería a los usuarios de las conocidas cajas azules (dispositivos electrónicos que permitían realizar llamadas gratuitamente). Ahora bien, como en la actualidad las compañías telefónicas utilizan sistemas digitales en lugar de electromecánicos, los piratas telefónicos han pasado a utilizar muchas de las técnicas de los hackers.
La meta de estos piratas es generalmente superar retos intelectuales de complejidad creciente, relacionados con incidencias de seguridad o fallas en los sistemas telefónicos, que les permitan obtener privilegios no accesibles de forma legal.
El pirateo telefónico es una disciplina estrechamente vinculada con el hacking convencional. Aunque a menudo es considerado y categorizado como un tipo específico de pirateo informático, en realidad está orientado a la telefonía, está estrechamente vinculado con la electrónica, y fue el germen del pirateo informático puesto que el sistema telefónico es anterior a la extensión de la informática a nivel popular. El pirateo informático surgió del contacto de estos piratas telefónicos con los primeros sistemas informáticos personales y las primeras redes de comunicación.

## Etimología
El término inglés phreak es una conjunción de las palabras phone ('teléfono') y freak ('obsesionado'), por lo que significa 'obsesionado con los teléfonos'. También se refiere al uso de varias frecuencias de audio para manipular un sistema telefónico, ya que la palabra inglesa phreak se pronuncia de forma similar a frequency (frecuencia).

## Historia
La piratería telefónica comenzó a finales de los años 50 en los Estados Unidos. Su edad de oro fue a finales de los 60 y principios de los 70. Los phreakers pasaban mucho tiempo marcando alrededor de la red telefónica para entender cómo funcionaba el sistema telefónico, realizando actividades tales como escuchar el patrón de tonos para averiguar cómo se enrutaban las llamadas, leer revistas técnicas oscuras de las compañías telefónicas, aprender a hacerse pasar por operadores y otro personal de la compañía telefónica, escarbar en los cubos de basura de las compañías telefónicas para encontrar documentos "secretos", colarse en los edificios de las compañías telefónicas por la noche y cablear sus propios teléfonos, construir aparatos electrónicos llamados bluebox, blackbox y redbox para ayudarles a explorar la red y hacer llamadas telefónicas gratuitas, pasar el rato en los primeros circuitos de conferencias telefónicas y "rondas de bucle" para comunicarse entre sí y escribir sus propios boletines informativos para difundir la información.
Antes de 1984, las llamadas telefónicas de larga distancia eran un artículo de primera categoría en los Estados Unidos, con regulaciones estrictas. En algunos lugares, llamar al otro lado de la calle se consideraba de larga distancia. Informar que una llamada telefónica era de larga distancia significaba una importancia elevada porque la persona que llama paga por minuto para hablar con la persona llamada; hacer negocios rápidamente.
La falsificación consiste en técnicas para evadir las cargas de larga distancia. Esta evasión es ilegal; el delito se llama fraude tarifario. En 1990, surgió la técnica de clonación de bíperes y fue utilizada por las fuerzas de seguridad.
En el Reino Unido la situación era bastante diferente debido a la diferencia de tecnología entre los sistemas americano y británico, siendo la principal diferencia la ausencia de marcación y señalización por tonos, particularmente en los años 50 y 60.
El sistema de tonos en los Estados Unidos ha sido casi totalmente reemplazado, pero en algunos países, además de los nuevos sistemas, el sistema de tonos sigue disponible, por ejemplo en Italia.

### Apertura de bucle y el marcador de tono
Posiblemente uno de los primeros métodos de phreaking fue la apertura de bucles de abonados (en inglés switchhooking) que permite realizar llamadas desde un teléfono en el que el dial o el teclado giratorio ha sido desactivado por un bloqueo de teclas u otros medios para evitar llamadas no autorizadas desde ese teléfono. Se hace presionando y soltando rápidamente el gancho conmutador para abrir y cerrar el circuito del abonado, simulando los pulsos generados por el dial giratorio. Este método funciona incluso en las centrales telefónicas más modernas ya que necesitan ser compatibles con los aparatos de los abonados más antiguos.
Haciendo clic rápidamente en el gancho un número variable de veces a aproximadamente 5 a 10 clics por segundo, separados por intervalos de aproximadamente un segundo, la persona que llama puede marcar números como si estuviera usando el dial rotativo. El contador de pulsos en la central cuenta los pulsos o clics y los interpreta de dos maneras posibles. Según el continente y el país, un clic con un intervalo siguiente puede ser "uno" o "cero" y los clics posteriores antes del intervalo se cuentan adicionalmente. Esto hace que diez clics consecutivos sean "cero" o "nueve", respectivamente. Algunos intercambios permiten utilizar clics adicionales para controles especiales, pero los números del 0 al 9 se encuentran ahora en una de estas dos normas. Un código especial, "flash", es un clic muy corto, posible pero difícil de simular. En la época de la marcación giratoria, se comercializaban aparatos telefónicos técnicamente idénticos en múltiples áreas del mundo, sólo con enchufes que coincidían con el país y los discos estaban biselados con los números estándar locales.
Estos teléfonos con teclado, si se conectan a una centralita moderna con capacidad DTMF, también pueden ser explotados por un marcador de tonos que genera los tonos DTMF utilizados por las modernas unidades de teclado. Estas señales están ahora muy uniformemente estandarizadas en todo el mundo. Es notable que los dos métodos pueden ser combinados: Incluso si la central no soporta DTMF, el bloqueo de la llave puede ser eludido mediante el enganche del interruptor, y el marcador de tonos puede ser utilizado entonces para operar servicios automatizados controlados por DTMF que no pueden ser utilizados con el marcado rotativo. 

### Red británica
Debido a que la red del Reino Unido estaba dirigida por la Oficina de Correos y dependía de los interruptores Strowger, las técnicas utilizadas en el Reino Unido eran diferentes. Los intercambios funcionaban con los pulsos recibidos del teléfono de cada suscriptor, por lo que la señalización de tonos no servía. Las técnicas se basaban principalmente en las peculiaridades del cableado de la central, o en las instalaciones puestas por el personal de ingeniería. Algunos trucos típicos utilizados entre los años 50 y 70 incluían:
9-1-11Marcando una centralita local al teléfono de la persona que llama (preferiblemente un teléfono de buzón), marcando 9-1-10 y luego, en el momento adecuado, tocando el resto del teléfono para añadir un pulso extra, esto podría dar acceso a la Marcación Troncal del Suscriptor (STD) irregular.
A veces era posible encontrar una central local cercana que cuando la persona que llamaba marcaba el código local, y luego añadía el 0, obtenía acceso gratuito a la STD. Para aquellos que no lo sabían, era posible modificar el teléfono de la oficina de correos (preferiblemente la serie 700) ajustando un diodo y un botón pulsador adecuados. Esto permitía recibir una llamada pero impedía que el relé de carga funcionara, por lo tanto no cargaba al que llamaba. Los inconvenientes eran que la persona que llamaba sólo disponía de cinco o seis minutos antes de que el sistema dejara la llamada pensando que no se había completado. También era aconsejable ponerse en contacto con el destinatario para asegurarse de que estaba esperando a la persona que llamaba antes de hacer la llamada.
Algunas otras técnicas fueron puestas en práctica deliberadamente por el personal de intercambio, siendo la más popular el uso de un número no utilizado. Cuando se marcaba el número, se devolvía el tono de "número no obtenible", pero después de un minuto o dos se aclaraba y daba acceso a la STD. Se utilizaban otras técnicas, pero los técnicos implicados debían desconfiar de la Subdivisión de Investigación Especial de la Oficina de Correos.
A medida que la red del Reino Unido eliminaba Strowger y pasaba al Sistema "X" estas prácticas desaparecieron.

### 2600 hercios
Los orígenes de la piratería telefónica se remontan al menos a la implementación de interruptores automáticos de AT&T. Estos conmutadores utilizaban marcación por tonos, una forma de señalización en la banda, e incluían algunos tonos que eran para uso interno de la compañía telefónica. Un tono de uso interno es un tono de 2600 Hz que hace que un conmutador telefónico piense que la llamada ha terminado, dejando una línea de portador abierta, que puede ser explotada para proporcionar llamadas de larga distancia gratuitas, y llamadas internacionales. En ese momento, las llamadas de larga distancia eran más caras.
El tono fue descubierto aproximadamente en 1957, por Joe Engressia, un niño ciego de siete años. Engressia tenía un tono perfecto, y descubrió que silbando el cuarto E por encima del C medio (una frecuencia de 2637,02 Hz) se detendría una grabación telefónica marcada. Sin saber lo que había hecho, Engressia llamó a la compañía telefónica y preguntó por qué se habían detenido las grabaciones. Joe Engressia es considerado como el padre de las grabaciones telefónicas.
Otros primeros phreakers, como "Bill de Nueva York" (William "Bill" Acker 1953-2015), comenzaron a desarrollar una comprensión rudimentaria del funcionamiento de las redes telefónicas. Bill descubrió que una grabadora de su propiedad también podía tocar el tono a 2600 Hz con el mismo efecto. John Draper descubrió a través de su amistad con Engressia que los silbatos gratuitos que se daban en las cajas de cereales de Cap'n Crunch también producían un tono de 2600 Hz cuando se soplaban (lo que le valió el apodo de "Capitán Crunch"). Esto permite el control de sistemas telefónicos que funcionan con controles de una sola frecuencia (SF). Se puede hacer sonar un largo silbato para reiniciar la línea, seguido de grupos de silbatos (un tono corto para un "1", dos para un "2", etc.) para marcar números.

### Multifrecuencia
Mientras que la frecuencia única funcionaba en ciertas rutas telefónicas, la señalización más común en la red de larga distancia de entonces era la de los controles de multifrecuencia (MF). El término de la jerga para estos tonos y su uso era "Marty Freeman". Las frecuencias específicas requeridas eran desconocidas por el público en general hasta 1954, cuando Bell System publicó la información en el Bell Labs Technical Journal en un artículo que describía los métodos y frecuencias utilizados para la señalización entre oficinas. La revista estaba destinada a los ingenieros de la empresa; sin embargo, llegó a varios campus universitarios de los Estados Unidos. Con este artículo, Bell System accidentalmente entregó las "llaves del reino", y las complejidades del sistema telefónico estuvieron a disposición de las personas con conocimientos de electrónica.
La segunda generación de phreakers surgió en esta época, incluyendo a los neoyorquinos "Evan Doorbell", "Ben Decibel" y Neil R. Bell y a los californianos Mark Bernay, Chris Bernay y "Alan de Canadá". Cada uno de ellos llevó a cabo su propia exploración y experimentación independiente de la red telefónica, inicialmente de manera individual, y más tarde dentro de grupos a medida que se descubrían unos a otros en sus viajes. "Evan Doorbell", "Ben" y "Neil" formaron un grupo de phreakers, conocido como Group Bell. Mark Bernay inició un grupo similar llamado Sociedad Mark Bernay. Tanto Mark como Evan recibieron fama entre los actuales phreakers de teléfonos por la publicación en Internet de su colección de grabaciones de exploración telefónica. Estas grabaciones, realizadas en los años 60, 70 y principios de los 80 están disponibles en el sitio web de Mark Phone Trips.

### Cajas azules

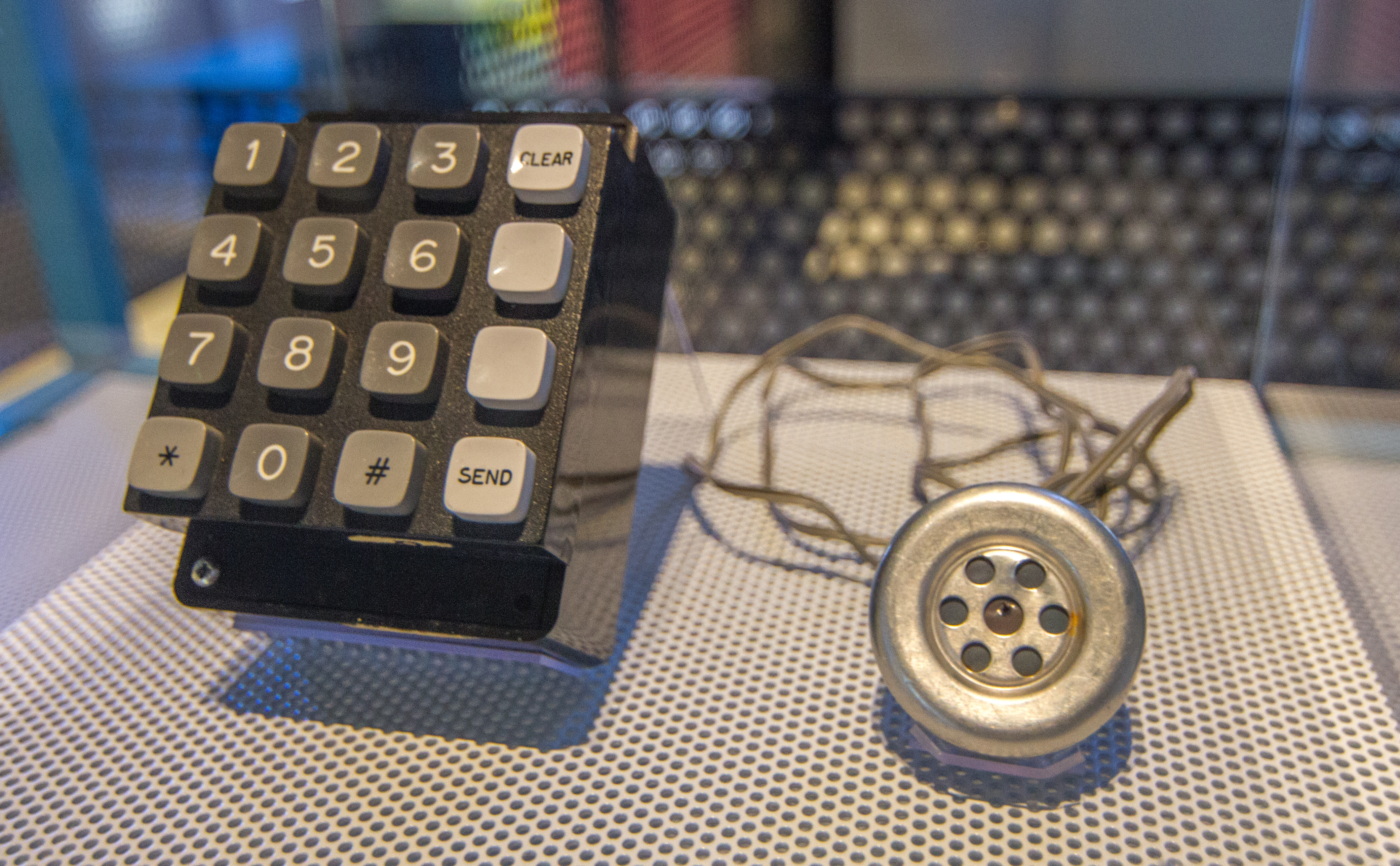
Blue box

En octubre de 1971, el phreaking fue introducido a las masas cuando la revista Esquire publicó una historia llamada "Secretos de la Pequeña Caja Azul" de Ron Rosenbaum. Este artículo destacaba a Engressia y John Draper, sinonizando sus nombres con "phreaking". El artículo también atrajo el interés de otros futuros phreakers, como Steve Wozniak y Steve Jobs, que fundaron Apple Computer.
En 1971 también se iniciaron las actividades de YIPL (Youth International Party Line), una publicación iniciada por Abbie Hoffman y Al Bell para proporcionar información a los Yippies sobre cómo "vencer al hombre", que en su mayor parte se refiere a los teléfonos. En el primer número de YIPL, los escritores incluyeron un "grito" a todos los phreakers que proporcionaron información tecnológica para el boletín: "Nosotros en YIPL queremos agradecer a todos los phreakers de allí." En el último número, YIPL declaró:
YIPL cree que la educación por sí sola no puede afectar al Sistema, pero la educación puede ser una herramienta invaluable para aquellos que estén dispuestos a usarla. Específicamente, YIPL le mostrará por qué debe hacerse algo inmediatamente en relación, por supuesto, al control inadecuado de la comunicación en este país por nada menos que la compañía telefónica Bell.
En 1973, Al Bell trasladaría la YIPL y crearía el TAP (Technological American Party). El TAP se convertiría en una importante fuente de información técnica subversiva entre los phreaks y hackers de todo el mundo. El TAP funcionó de 1973 a 1984, con Al Bell entregando la revista a "Tom Edison" a finales de los 70. TAP terminó su publicación en 1984 debido principalmente a un robo e incendio en la residencia de Tom Edison en 1983. Cheshire Catalyst se encargó de dirigir la revista durante su último año (1984).
Un artículo controversial suprimido "Regulación de la compañía telefónica en su casa" en la revista Ramparts (junio de 1972) aumentó el interés en la falsificación. Este artículo publicaba sencillos planos esquemáticos de una "blackbox" utilizada para hacer llamadas telefónicas gratuitas de larga distancia, e incluía una lista de partes muy corta que podía ser utilizada para construir una. Ma Bell demandó a Ramparts, obligando a la revista a retirar todos los ejemplares de las estanterías, pero no antes de que se vendieran numerosos ejemplares y muchos suscriptores habituales los recibieran.

### Hackingde computadoras
En la década de 1980, la revolución de la computadora personal y la popularidad de los bulletin board systems (BBSes) (a los que se accede por módem) crearon una afluencia de usuarios conocedores de la tecnología. Estos BBSes se hicieron populares para los piratas informáticos y otros interesados en la tecnología, y sirvieron como un medio para que los phreaks telefónicos independientes previamente dispersos compartieran sus descubrimientos y experimentos. Esto no sólo condujo a una colaboración sin precedentes entre los piratas telefónicos, sino que también difundió la noción de piratería a otros que se encargaron de estudiar, experimentar o explotar el sistema telefónico. Esto fue también en un momento en que la compañía telefónica era un tema popular de discusión en los EE. UU., ya que el monopolio de la Corporación AT&T fue obligado a desinvertir. Durante este tiempo, la exploración de las redes telefónicas disminuyó, y el fraude se centró más en el fraude tarifario. Los jáqueres comenzaron a utilizar métodos de pirateo telefónico para encontrar los números de teléfono de los módems de las empresas, que podrían explotar más tarde. Se formaron grupos alrededor de la comunidad de hackers/phreaking (H/P) de BBS como los famosos grupos Masters of Deception (Phiber Optik) y Legion of Doom (Erik Bloodaxe). En 1985, una revista electrónica underground llamada Phrack (una combinación de las palabras inglesas phreak y hack) comenzó a circular entre las BBS, y se centró en el hacking, phreaking y otros temas tecnológicos relacionados. 
A principios de los 90, grupos H/P como Masters of Deception y Legion of Doom fueron cerrados por la Operación Sundevil del Servicio Secreto de los Estados Unidos. El phreaking como subcultura sufrió una breve dispersión por temor a ser procesado penalmente en los años 90, antes de que la popularidad de internet iniciara un resurgimiento del phreaking como subcultura en los EE. UU. y difundiera el pirateo telefónico a nivel internacional.
A principios del siglo XXI, los piratas telefónicos comenzaron a centrarse en la exploración y el juego con la red, y el concepto de fraude tarifario se convirtió en algo muy desaprobado por los piratas más serios, principalmente bajo la influencia del sitio web Phone Trips, creado por los especialistas de segunda generación Mark Bernay y Evan Doorbell.

### Fraude tarifario
La ruptura de AT&T en 1984 dio lugar a muchas pequeñas empresas que intentaban competir en el mercado de larga distancia. Entre ellas se encontraban las entonces florecientes Sprint y MCI, ambas recién llegadas al mercado. En ese momento, no había manera de cambiar una línea telefónica para que las llamadas fueran transportadas automáticamente por compañías que no fueran de AT&T. Los clientes de estas pequeñas operaciones de larga distancia tendrían que marcar un número de acceso local, introducir el número de su tarjeta telefónica y, finalmente, introducir el código de área y el número de teléfono al que desean llamar. Debido al proceso relativamente largo para que los clientes completen una llamada, las compañías mantenían los números de la tarjeta telefónica cortos —normalmente seis o siete dígitos—. Esto abrió una enorme vulnerabilidad a los fraudes telefónicos con una computadora.
Los números de tarjeta de llamadas de seis dígitos sólo ofrecen un millón de combinaciones. Los números de 7 dígitos sólo ofrecen 10 millones. Si una compañía tuviera 10 000 clientes, una persona que intentara "adivinar" un número de tarjeta tendría una buena oportunidad de hacerlo correctamente una vez cada cien intentos para una tarjeta de seis dígitos y una vez cada mil intentos para una tarjeta de siete dígitos. Mientras que esto es casi tan fácil de hacer manualmente, los ordenadores hicieron la tarea mucho más fácil. Se desarrollaron programas de jaqueo de código para ordenadores con módem. Los módems marcaban el número de acceso de larga distancia, introducían un número de tarjeta de llamadas aleatorias (del número adecuado de dígitos), e intentaban completar una llamada a un sistema de tablón de anuncios de la computadora (BBS). Si la computadora se conectaba con éxito al BBS, demostraba que había encontrado un número de tarjeta de trabajo, y guardaba ese número en el disco. Si no se conectaba a la BBS en un tiempo determinado (normalmente 30 o 60 segundos), colgaba e intentaba un código diferente. Usando este método, los programas de piratería de código aparecerían cientos (o en algunos casos miles) de números de tarjetas telefónicas de trabajo por día. Posteriormente, estos números se compartirían entre los demás piratas informáticos.
No había manera de que estas pequeñas compañías telefónicas identificaran a los culpables de estos hackers. No tenían acceso a los registros de llamadas de las compañías telefónicas locales en sus números de acceso, e incluso si tuvieran acceso, la obtención de tales registros sería prohibitivamente costosa y llevaría mucho tiempo. Si bien a principios del decenio de 1990 se produjeron algunos avances en la localización de estos piratas informáticos, el problema no desapareció por completo hasta que la mayoría de las empresas de larga distancia pudieron ofrecer una marcación estándar 1+ sin el uso de un número de acceso.

### Desviadores
Otro método para obtener llamadas telefónicas gratuitas es el uso de los llamados "desviadores". A finales del decenio de 1980 y principios del de 1990, el desvío de llamadas no era una característica disponible para muchas líneas telefónicas comerciales, por lo que se vieron obligados a comprar equipo que pudiera hacer el trabajo manualmente entre dos líneas telefónicas. Cuando la empresa cerraba, programaban el equipo de desvío de llamadas para contestar todas las llamadas, tomar otra línea telefónica, llamar a su servicio de contestador y unir las dos líneas. Esto le daba la apariencia a la persona que llamaba de que eran desviadas directamente al servicio de respuesta de la empresa. El equipo de desvío normalmente restablecería la línea después de que la llamada hubiera colgado y se retrasara hasta el tono de marcación, de modo que la persona que llamara podría simplemente esperar después de que el servicio de respuesta se hubiera desconectado, y finalmente obtendría un tono de marcación utilizable de la segunda línea. Los piratas telefónicos reconocían la oportunidad que esto les brindaba, y pasaban horas marcando manualmente a los negocios después de las horas de trabajo, tratando de identificar los desviadores defectuosos. Una vez que un phreaker tenía acceso a una de estas líneas, podían usarla para uno de muchos propósitos. Además de realizar llamadas telefónicas a cualquier parte del mundo a expensas de los negocios, también podían marcar los números 1-900 de sexo/entretenimiento telefónico, así como utilizar la línea telefónica para acosar a sus enemigos sin temor a ser localizados. Por lo general, se exigía a las pequeñas empresas víctimas que pagaran la factura de las llamadas de larga distancia, ya que era su propio equipo privado (y no los fallos de seguridad de la compañía telefónica) lo que permitía que se produjera ese fraude. Para 1993, se ofrecía el desvío de llamadas a casi todos los abonados de las líneas comerciales, con lo que estos desvíos quedaron obsoletos. Como resultado, los hackers dejaron de buscar los pocos que quedaban, y este método de Toll fraud murió. Todavía existen muchos tipos distintos de desviadores y son activamente utilizados en los Estados Unidos en 2020. Es raro encontrar un desviador utilizado únicamente para el reenvío de servicios de respuesta ya, pero los muchos otros tipos como los números de prueba de las compañías telefónicas y los PBX DISAs remotos todavía se utilizan como desviadores.

### Buzones de voz y puentes
Antes de la era de la BBS de los años 80, las escuchas telefónicas eran más bien una aventura solitaria, ya que era difícil que las escuchas se conectaran entre sí. Además de comunicarse a través de la BBS, las escuchas telefónicas descubren buzones de voz y llamadas en grupo como formas de conectarse y mantenerse en contacto a través del teléfono. Por lo general se apropian de los buzones que no se utilizan y que forman parte de los sistemas de negocios o de telefonía celular. Una vez que se descubre un sistema de buzón vulnerable, se corre la voz en la comunidad de piratas, y decenas de ellos se instalan en el sistema. Utilizan estos sistemas como "base de operaciones" para comunicarse entre sí hasta que los propietarios legítimos descubran la intrusión y los eliminen. Los buzones de voz también proporcionan un número de teléfono seguro para que los piratas se den entre sí, ya que los números de teléfono de las casas y los números de celulares personales permitirían descubrir la identidad (y la dirección de la casa) del pirata. Esto es especialmente importante dado que los piratas telefónicos están infringiendo la ley.
Los piratas también usan "puentes" para comunicarse en vivo entre ellos. El término "puente" se refería originalmente a un grupo de líneas de prueba de una compañía telefónica que se unían para dar el efecto de una línea de partido. Con el tiempo, todas las líneas partidarias, ya sean puentes o no, llegaron a conocerse como puentes si estaban pobladas principalmente por piratas telefónicos o informáticos.
La popularidad de Internet a mediados del decenio de 1990, junto con el mayor conocimiento del correo de voz por parte de las empresas y los propietarios de teléfonos celulares, hizo que la práctica de robar buzones de voz fuera menos popular. Hasta el día de hoy los puentes siguen siendo muy populares entre los piratas informáticos, pero con la llegada del VoIP, el uso de los puentes propiedad de las compañías telefónicas ha disminuido ligeramente a favor de las conferencias propiedad de los piratas.

### Los teléfonos celulares
A finales del decenio de 1990, el aspecto fraudulento de la falsificación casi desapareció. En los Estados Unidos la mayoría de los teléfonos celulares ofrecían llamadas de larga distancia nacional ilimitadas por el precio del tiempo de aire estándar (a menudo totalmente ilimitado los fines de semana), y aparecieron planes de larga distancia con tarifa plana que ofrecían llamadas de larga distancia nacional ilimitadas por tan sólo 25 dólares al mes. Las tarifas de las llamadas internacionales también habían disminuido considerablemente. Entre el riesgo mucho más alto de ser atrapado (debido a los avances en la tecnología) y la ganancia mucho menor de hacer llamadas telefónicas gratuitas, el Toll fraud comenzó a convertirse en un concepto asociado muy poco con el phreaking.

### Fin de la multifrecuencia en los Estados Unidos
El fin del phreaking de multifrecuencia (MF) en la parte baja de los cuarenta y ocho estados de los Estados Unidos ocurrió el 15 de junio de 2006, cuando el último intercambio en los Estados Unidos contiguos para usar un tronco pirateable de señales MF reemplazó la portadora N2 envejecida (pero aún bien conservada) por una portadora T1. Este intercambio, localizado en el Municipio de Wawina, Minnesota, fue dirigido por la Compañía Telefónica del Norte de Minnesota.